# Heinrich I. (Portugal)

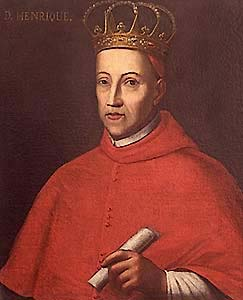
König Heinrich I. von Portugal

Heinrich I. (portugiesisch Dom Henrique I) (* 31. Januar 1512 in Lissabon; † 31. Januar 1580 in Almeirim), genannt der Kardinalkönig (portugiesisch Cardeal Dom Henrique), war siebzehnter König von Portugal und Kardinal der Römischen Kirche. Er war der letzte Herrscher in der Geschichte Portugals aus dem Haus Avis und regierte von 1578 bis 1580.

## Leben
Heinrich war der fünfte Sohn von König Manuel I. von Portugal und dessen zweiter Gemahlin Maria von Aragón. Er war somit ein jüngerer Bruder des Königs Johann III. Für ihn als siebtes Kind der Königsfamilie war, um eine standesgemäße Versorgung zu sichern, die geistliche Laufbahn vorgesehen. Er wurde 1526 Prior von Coimbra, 1538 Erzbischof von Braga und 1545 Erzbischof von Évora, 1557 folgt er seinem Bruder Afonso de Portugal als Abt der Königlichen Abtei von Alcobaça und wurde 1564 schließlich Erzbischof von Lissabon und Primas von Portugal. 1539 war er zum Generalinquisitor ernannt worden und hatte im Dezember 1545 von Papst Paul III. die Kardinalswürde erhalten, zudem wurde er unter Pius V. ab 1561 päpstlicher Legat a latere im Königreich Portugal.
Als 1557 sein Bruder König Johann III. starb, war dessen Enkel und Nachfolger Sebastian gerade drei Jahre alt. Heinrich führte deshalb bis 1568 für seinen Großneffen die Regentschaft. Nachdem Sebastian 1578 ehe- und kinderlos in der Schlacht von Alcácer-Quibir, in Marokko, gefallen war, bestieg Heinrich als letzter männlicher Angehöriger des Hauses Avis selbst den portugiesischen Thron. Nach seinem Tod ging der portugiesische Thron auf die spanischen Habsburger über; Portugal errang erst 60 Jahre später unter König Johann IV., aus dem Haus Braganza, wieder seine Unabhängigkeit.

Das Wappen der portugiesischen Könige von Johann II. bis Manuel II.

## Entwicklungen nach Heinrichs Tod
Seit mehreren Generationen hatte sich das Haus Avis mit vielen Eheschließungen eng an das benachbarte Spanien und die dort herrschende Dynastie der Habsburger gebunden. Damit verbunden war die Hoffnung, bei einem eventuellen Aussterben der spanischen Habsburger Erbansprüche auf den spanischen Thron geltend machen zu können, um so ein iberisches Großreich unter portugiesischer Führung zu gründen. Nach dem Tod Heinrichs machte nun allerdings der spanische König Philipp II. Ansprüche auf den portugiesischen Thron geltend. Dessen Mutter war eine Tochter von Manuel I., er selbst also in weiblicher Linie ein Enkel des portugiesischen Königs. Außerdem war seine Ehefrau Maria eine Tochter von Johann III. und somit Heinrichs I. Cousine. Heinrich blieb deshalb nichts anderes übrig, als den spanischen König auch testamentarisch zu seinem Nachfolger einzusetzen.

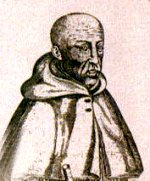
König Heinrich I. von Portugal

Nach Heinrichs Tod rief sich zwar zunächst António von Crato, ein Enkel Manuels I. in nichtehelicher Linie, zum König aus, konnte aber bald von den Spaniern verjagt werden. Auch der Herzog von Braganza, der zunächst Thronansprüche für seine Frau Katharina geltend machte (diese war ebenfalls eine Enkeltochter Manuels I.), kam nicht zum Zug. Angesichts der militärischen Machtverhältnisse (Portugal war seit der Niederlage von Alcácer-Quibir geschwächt) blieb den Cortes nichts anderes übrig, als die Ansprüche des spanischen Königs anzuerkennen, der in der Folge als Philipp I. den portugiesischen Thron bestieg. Zwar wurden die beiden Königreiche staatsrechtlich nicht vereinigt, sondern nur in Personalunion durch den spanischen König regiert, die beiden Nachfolger Philipps auf dem spanischen Thron (Philipp II. von Portugal = Philipp III. von Spanien und Philipp III. von Portugal = Philipp IV. von Spanien) schränkten die portugiesische Autonomie jedoch immer mehr ein, so dass das Land de facto zu einer spanischen Provinz wurde.

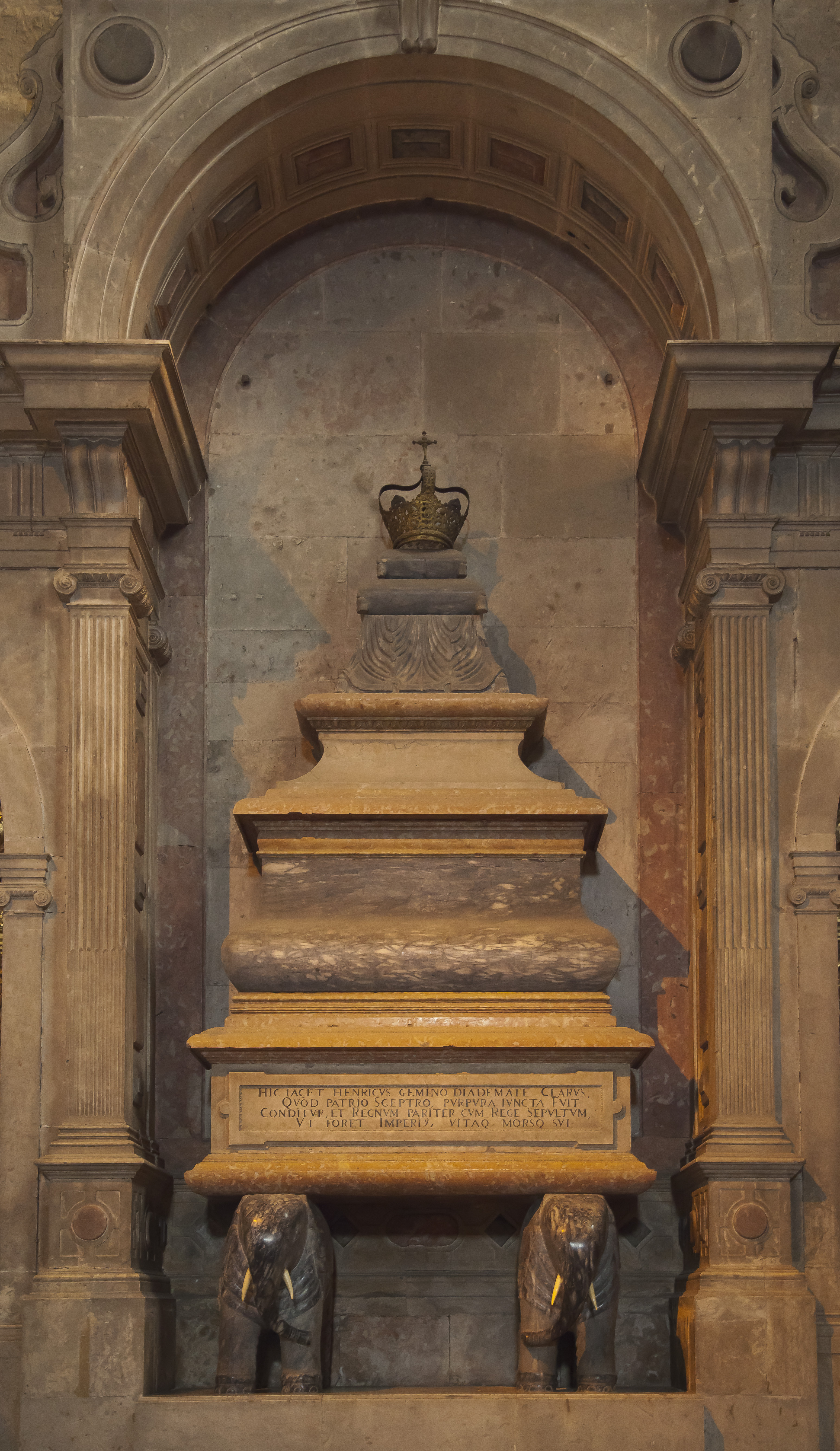
Heinrichs Grab getragen von Elefanten im Pantheon Mosteiro dos Jerónimos

Die Unzufriedenheit mit dieser Situation führte schließlich zum Aufstand von 1640, durch den die spanische Herrschaft abgeschüttelt werden konnte und mit Johann IV., dem Herzog von Braganza, fortan wieder ein portugiesischer König regierte.